# Storhertigdömet Oldenburg
Storhertigdömet Oldenburg var en genom Wienkongressen återupprättad suverän stat. Det var medlem av tyska förbundet mellan 1815 och 1867, av nordtyska förbundet 1867 till 1871, då det blev en del av det tyska riket.

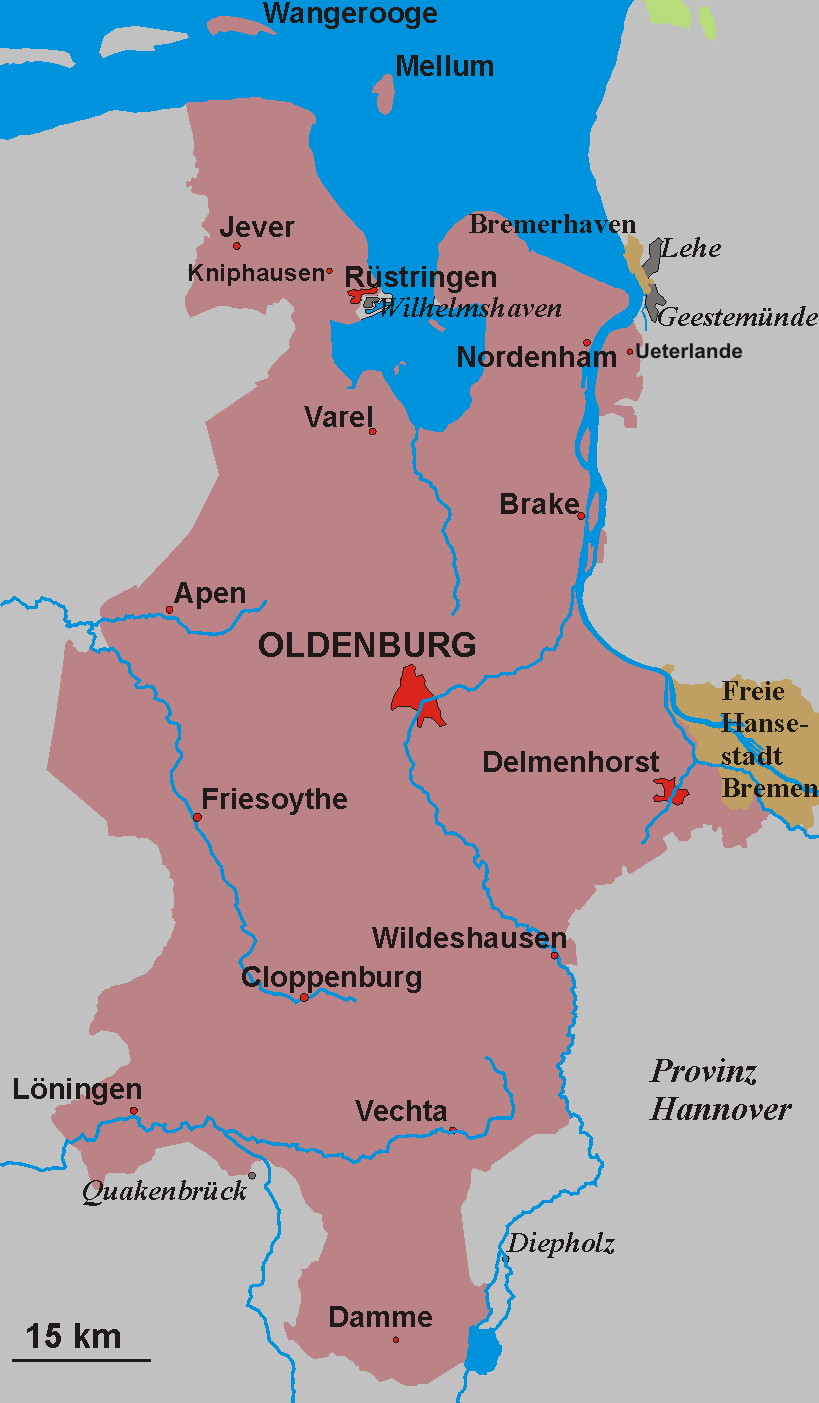
Karta över Storhertigdömet Oldenburgs centrala delar.

## Historia

### Före 1813
Se Oldenburg (land)

### 1813–1848

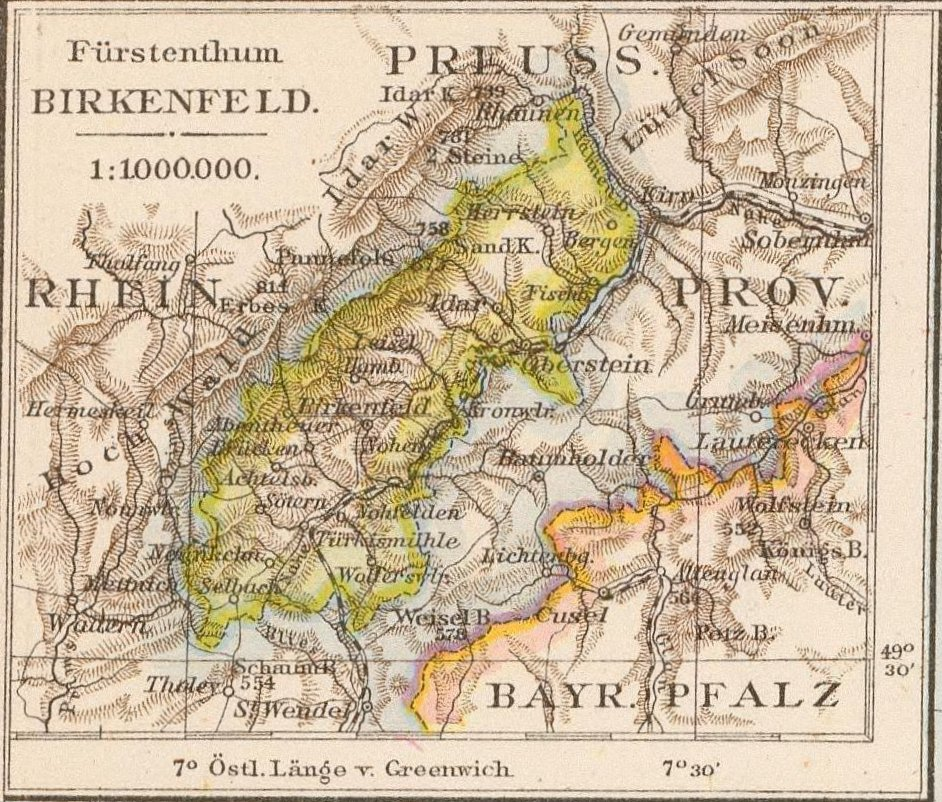
Det oldenburgska Birkenfeld 1881 (Richard Andree)

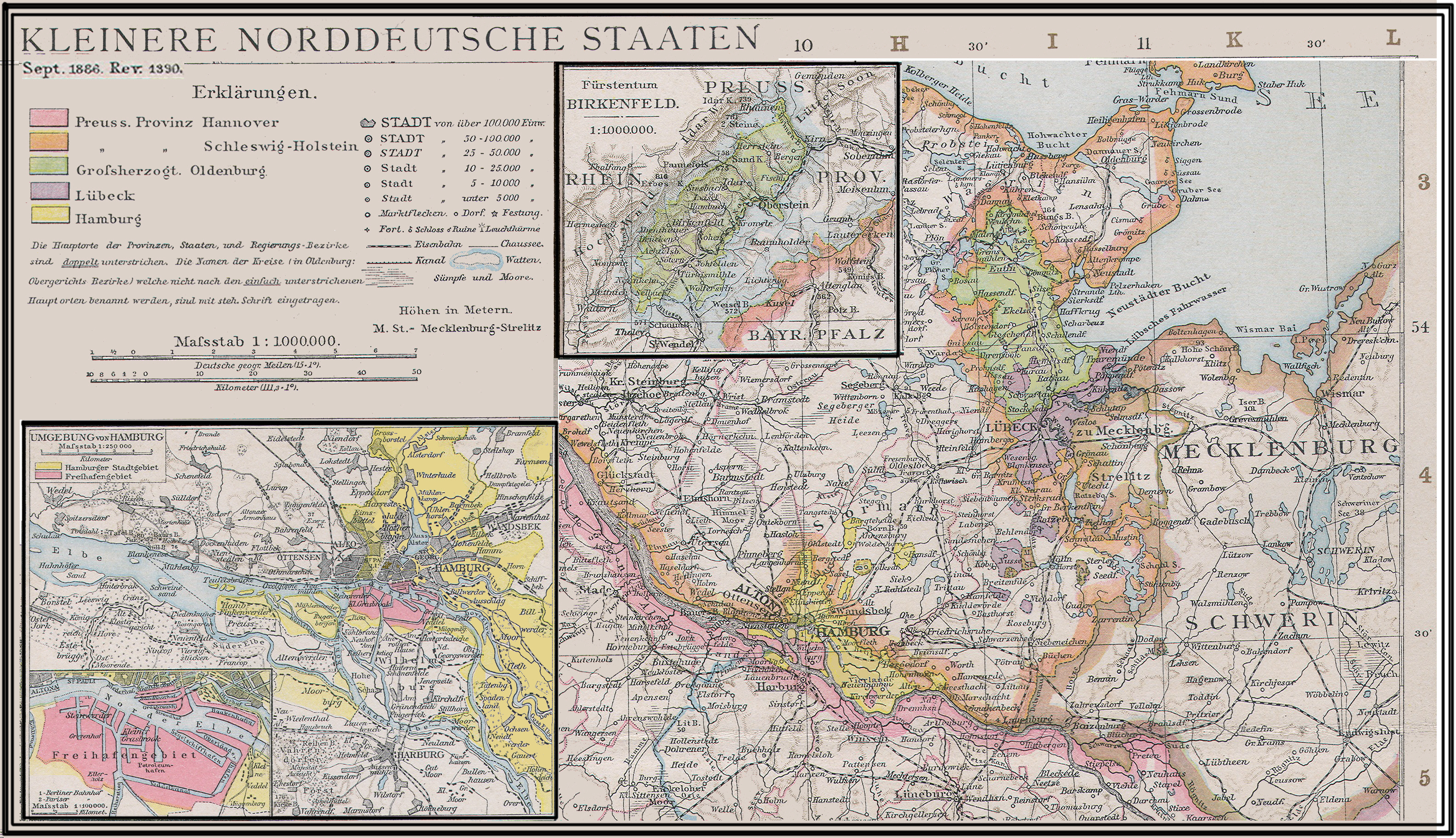
Oldenburgs exklaver i grönt

Efter Napoleons fall kom Peter I i november 1813 tillbaka till sitt land från exilen som han hade tillbringat i Ryssland. Vid Wienkongressen 1814–1815 upphöjdes landet till storhertigdöme, men Peter I antog dock aldrig den titeln. Samtidigt som landet återupprättades erhöll man, som exklav, även furstendömet Birkenfeld. Nu omfattade landet tre olika områden då sedan tidigare även furstendömet Lübeck var en exklav. I två steg, 1818 och 1823, fick Oldenburg tillbaka herradömet Jever från den ryske tsaren Alexander I. Då Peter I dog i maj 1829, övertog hans äldste son August regeringen. Han antog samtidigt titeln storhertig.

### 1848–1900

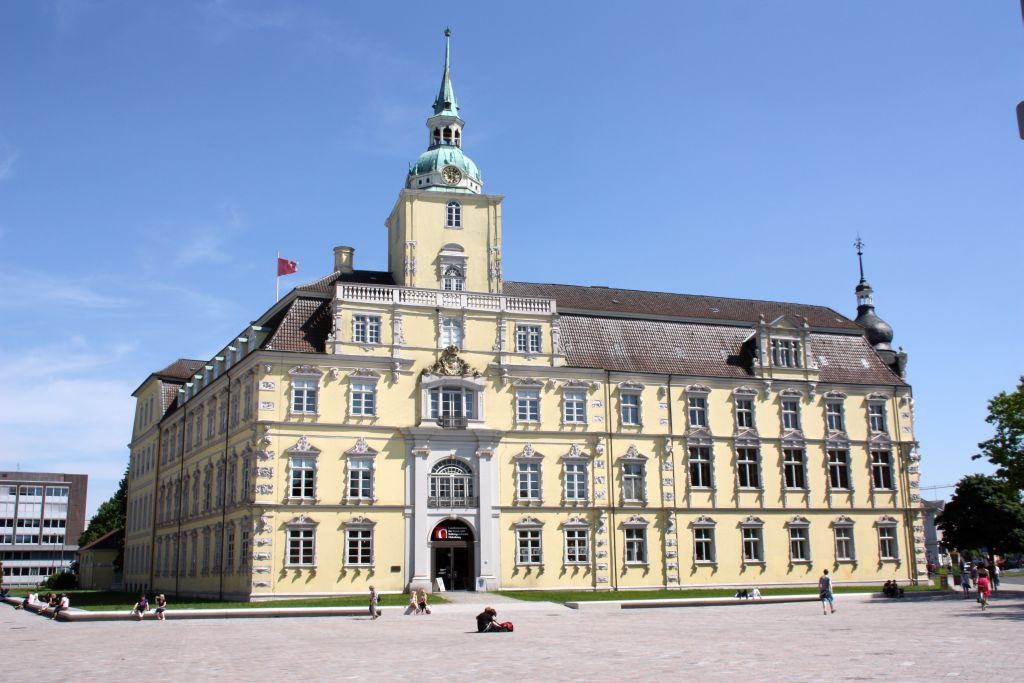
Slottet Oldenburg.

Som en följd av revolutionerna under 1848 utarbetades en första oldenburgsk författning. Den trädde i kraft den 18 februari 1849 men reviderades redan 1852. I februari året därpå, 1853, dog August I och hans äldste son Peter blev storhertig. Under Peters regering blev 1854 herradömet In- och Kniphausen åter en del av Oldenburg. 1854 gick Oldenburg även in i den tyska tullföreningen. I det dansk-tyska kriget 1864 var Oldenburg neutralt men neutraliteten kränktes av de preussiska trupperna i Schwartau under deras uppmarsch i slutet av januari. I kriget mellan Preussen och Österrike 1866 kämpade oldenburgska trupper på Preussens sida mot Österrike och året därpå blev landet en av medlemsstaterna i det av Preussen ledda nordtyska förbundet. Dessutom deltog oldenburgska regementen i det fransk-tyska kriget 1870-1871. Återstoden av Peter II:s regering blev relativt lugn och efter drygt 47 på tronen avled han i juni år 1900.

### Storhertigdömets slut
Vid sin faders död blev Fredrik August storhertig. Han regerade fram till första världskrigets slut då det tyska monarkierna föll i novemberrevolutionen. Den 11 november, vid en ålder av knappt 66 år, abdikerade han efter påtryckningar och drog sig tillbaka till slottet Rastede. Där gick han bort 1931.

## Förvaltning
Storhertigdömets huvudområde hade 1824 förjande indelning:
- Kretsen Oldenburg med staden Oldenburg och amten Oldenburg, Elsfleth och Zwischenahn
- Kretsen Neuenburg med amten Bockhorn, Rastede, Varel och Westerstede
- Kretsen Ovelgönne med amten Abbehausen, Brake, Burhave, Landwürden och Rodenkirchen
- Kretsen Delmenhorst med amten Berne, Delmenhorst, Ganderkesee och Wildeshausen
- Kretsen Vechta med amten Damme, Steinfeld och Vechta såväl som herradömet Dinklage
- Kretsen Cloppenburg med amten Cloppenburg, Friesoythe och Löningen
- Herradömet Jever med staden Jever och amten Jever, Minsen och Tettens
- Herradömet Kniphausen, från 1854 Amt Kniphausen

I furstendömet Birkenfeld fortsatte de tre amten Birkenfeld, Nohfelden och Oberstein att existera. Furstendömet Lübeck var till 1843 indelat i staden Eutin såväl som i amten Eutin, Großvogtei, Kaltenhof och Kollegiatstift; efter 1843 dock enbart i amten Eutin och Schwartau.
1853 blev Jadeområdet utbrutet ur amtet Jever och sålt till Preussen. I det området byggde senare Preussen staden Wilhelmshaven där de hade sin stora Nordsjö-flottbas.
1858 genomfördes i storhertigdömet Oldenburg en omfattande förvaltningsreform. Varel blev amtsfri stad av I:a klassen. Amt Zwischenahn gick upp i Amt Westerstede, Amt Ganderkesee i Amt Delmenhorst, Amt Bockorn i Amt Varel och Amt Rastede i Amt Oldenburg. Amten Minsen, Tettens och Kniphausen kom under Amt Jever. Amten Burhave och Abbehausen slogs samman med Amt Stollhamm. Amt Ovelgönne trädde i Amt Rodenkirchens ställe. Indelningen i kretsar och herradömen lades ner. 
1867 blev det dittills holsteinska amtet Ahrensbök en del av furstendömet Lübeck. 1868 delades Amt Rastede upp mellan Amt Varel och Amt Oldenburg. 1871 blev Amt Steinfeld en del av Amt Damme. 1879 genomfördes ännu en reform och antalet amt reducerades ytterligare. Amt Löningen blev en del av Amt Cloppenburg och Amt Damme blev en del av Amt Vechta. Av Amt Stollhamm bildades Amt Butjadingen och Amt Berne hamnade under Amt Elsfleth. Amt Landwürden och Amt Overgönne kom under Amt Brake. Amten i furstendömena Birkenfeld och Lübeck upphörde att existera.
1902 bildade de tre kommunerna i amtet Jever den nya staden Rüstringen. Staden Delmenhorst bröts 1903 ut ur Amt Delmenhorst och blev en amtsfri stad av I:a klassen. Storhertigdömets huvudområde fick därmed följande indelning:

### Städer av I:a klassen (Amtsfria Städer)
- Delmenhorst
- Jever
- Oldenburg
- Varel

### Amt
- Brake
- Butjadingen
- Cloppenburg
- Delmenhorst
- Elsfleth
- Friesoythe
- Jever
- Oldenburg
- Rüstringen
- Varel
- Vechta
- Westerstede
- Wildeshausen

## Storhertigar
| Namn och levnadstid           | Regeringstid                          | Kommentarer |
| ----------------------------- | ------------------------------------- | --- |
| Vilhelm (1754–1823)           | 1785–1810 och 1813–1823 (restituerad) | Styrde de facto inte landet då han ansågs intellektuellt oförmögen att styra. Han var titulärhertig av Oldenburg 1785–1810 och 1813–1815 och titulärstorhertig 1815-1823.                            |
| Peter I (1755–1829)           | 1823–1829                             | Styrde de facto landet från 1785, då den regerande Vilhelm, en kusin till honom, ansågs intellektuellt oförmögen att styra ett land. Från 1823 de jure storhertig, men antog dock aldrig den titeln. |
| Fredrik August I (1783–1853)  | 1829–1853                             | Antog titeln storhertig. |
| Peter II (1827–1900)          | 1853–1900                             | |
| Fredrik August II (1852–1931) | 1900–1918                             | Avgick som monark till följd av revolutionen 1918. |

## Statsministrar
| Namn och levnadstid                                                | Ämbetstid                         |
| ------------------------------------------------------------------ | --------------------------------- |
| Karl Ludwig Friedrich Joseph Freiherr von Brandenstein (1760–1847) | 12 oktober 1814 – 30 juni 1842    |
| Günther Heinrich Freiherr von Berg (1765–1843)                     | 1 juli 1842 – 9 september 1843    |
| Wilhelm Ernst Freiherr von Beaulieu-Marconnay (1786–1859)          | 9 september 1843 – 1 augusti 1848 |
| Johann Heinrich Jakob Schloifer (1790–1867)                        | 1 augusti 1848 – 13 augusti 1849  |
| Christian Diedrich von Buttel (1801–1878)                          | 13 augusti 1849 – 1 maj 1851      |
| Peter Friedrich Ludwig Freiherr von Rössing (1805–1874)            | 1 maj 1851 – 23 juni 1874         |
| Karl Heinrich Ernst von Berg (1810–1894)                           | 23 juni 1874 – 1 oktober 1876     |
| Friedrich Andreas Ruhstrat (1818–1896)                             | 1 oktober 1876 – 14 mars 1890     |
| Gerhard Friedrich Günther Jansen (1831–1914)                       | 14 mars 1890 – 19 augusti 1900    |
| Wilhelm Friedrich Willich (1846–1917)                              | 19 augusti 1900 – 17 augusti 1908 |
| Friedrich Julius Heinrich Ruhstrat (1854–1916)                     | 17 augusti 1908 – 3 januari 1916  |
| Franz Friedrich Paul Ruhstrat (1859–1935)                          | 3 januari 1916 – 6 november 1918  |